# 무성 순치 파열음
무성 순치 파열음(無聲脣齒破裂音)은 자음의 하나로 이와 입술을 사용하여 조음하는 무성 파열음이다.

## 특징
- 조음 방법은 조음기관 내의 공기의 흐름을 차단하여 만드는 파열음이다.

## 예시
- 영어: /f, v/ 앞의 p에서 변이음으로 난다.
- 슬로베니아어: /f, ʋ/ 앞의 p에서 변이음으로 난다.